# Festuca diffusa
Festuca diffusa là một loài thực vật có hoa trong họ Hòa thảo. Loài này được Dumort. mô tả khoa học đầu tiên năm 1824.